# System superprezydencki
System superprezydencki, system prezydencki wschodni, system supersemiprezydencki – system rządów, odmiana semiprezydencjalizmu, w którym występuje rozdzielenie funkcji głowy państwa i szefa rządu. Wszelkie decyzje polityczne zależą jednak od prezydenta, który posiada szerokie prerogatywy i uprawnienia kreacyjne w stosunku do innych organów władzy. Premier ma bardzo ograniczone kompetencje.
System supersemiprezydencki występuje w Rosji i innych republikach postradzieckich.